# لارنس پرتغالی
لارنس پرتغالی (انگلیسی: Lawrence of Portugal; – ۱ ژانویهٔ ۱۲۴۵) گردشگر، و دیپلمات اهل پرتغال بود. از فرانسیسکن‌ها و فرستاده‌ای بود که توسط پاپ اینوسنت چهارم به امپراتوری مغول در سال ۱۲۴۵ فرستاده شد. نامه ای در ثبت نام اینوسنت چهارم باقی مانده‌است که تاریخ خروج لارنس از لیون را تا ۵ مارس ۱۲۴۵ نشان می‌دهد. نامه ای که در Monumenta Germaniae Historica منتشر شده و معمولاً به عنوان Dei patris immensa نامیده می‌شود، نشان می‌دهد که مأموریت او عمدتاً جنبه مذهبی داشته‌است. لارنس قرار بود از شام (سرزمین) به مغولان نزدیک شود. از سرنوشت او اطلاعی در دست نیست و این احتمال وجود دارد که هرگز کشور را ترک نکرده باشد.
مأموریت دوم فرانسیسکن‌ها به رهبری جیوانی د پیان دل کارپین، در ۱۶ آوریل ۱۲۴۵ لیون را ترک کرد و بیش از یک سال بعد به پایتخت مغول، قره‌قروم (شهر) رسید.